# پرچین‌بافی

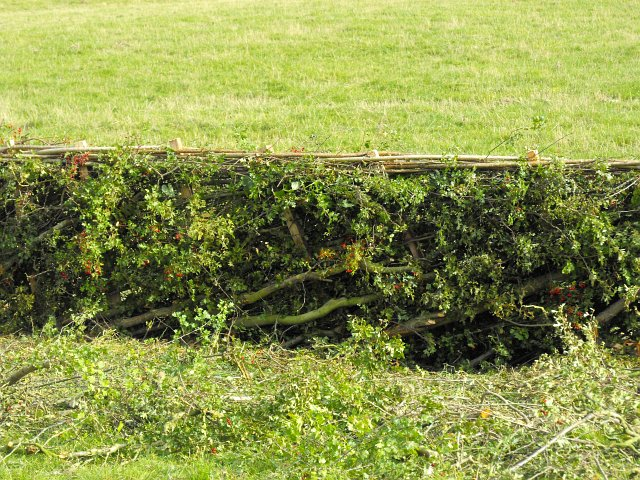
پرچین گذاشته شده با استفاده از پرچین‌بافی

پرچین‌بافی (به انگلیسی: Pleaching, Plashing)، تکنیکی برای درهم تنیدن شاخه‌های زنده و مرده از طریق پرچین است که حصار، پرچین یا مشبک ایجاد می‌کند. درختان به صورت خطی کاشته می‌شوند و شاخه‌ها برای تقویت و پر کردن هر نقطه ضعیفی به هم بافته می‌شوند تا پرچین ضخیم شود. شاخه‌هایی که در تماس نزدیک هستند ممکن است به دلیل یک پدیده طبیعی به نام همجوشی، پیوند طبیعی، با هم رشد کنند. همچنین پرچین‌بافی به معنای بافتن ساقه‌های نازک و شلاقی درختان برای ایجاد یک جلوه سبدی است.